# キッシンググラミー
キッシンググラミー（学名：Helostoma temmincki）は、スズキ目ヘロストマ科に分類される魚の一種。ヘロストマ科は単型。食用魚として養殖されることもある。観賞魚として人気である。

## 分布
インドシナ半島、大スンダ列島、その他東南アジアの島々に分布。本来の生息域外にも移入されている。

## 形態
体は側扁し、体高は高い。背鰭と臀鰭は長く、背鰭は16 - 18棘と13 - 16軟条から、臀鰭は13 - 15棘と17 - 19軟条から成る。後方の軟条は他より長い。腹鰭は前部の条が長い。胸鰭は大きく丸い。尾鰭は丸く、中心は少し凹む。側線は2つに分かれており、後部側線は前部側線の終端下方から始まる。側線鱗は合計43 - 48個。口は他のグラミーのように上向きではなく前向きであり、長く突き出すことが出来る。唇には歯があり、前上顎骨、口蓋、咽頭には歯が無い。鰓耙はよく発達しており、数も多い。鱗は体では櫛鱗だが、頭頂部では円鱗である。全長は通常20 cmで、最大30 cmに達する。性的二形はなく、外見で性別は判定できない。体色は野生型では緑がかった銀色で、不規則な縦縞が入り、鰭は不透明な暗褐色。飼育型はピンク色の体と銀色の鱗を持ち、鰭は透明で薄いピンク色。

### 顎と口
本種の顎には追加の関節があり、これは岩などの付着藻類を捕食する魚によく見られる特徴である。本種は唯一、この関節により顎の開く角度を大きくし、捕食の効率を上げている。本種の顎の構造と摂食の関係については研究が行われている。

## 生態
浅くて流れが遅く、植物が生い茂る環境に生息する。雑食性で、底の藻類や水草、水面に落ちた昆虫などを捕食する。濾過摂食も行い、多くの鰓耙を利用しプランクトンを捕食する。唇の歯を用いて、石などの表面の藻類をつついて剥ぎ取るように食べる。このキスのように見える行動は、オス同士の闘争の際にも行われる。歯を動かして音を出し、コミュニケーションを取る事が知られている寿命は野生下では5 - 7年だが、飼育下ではより長い。

### 種内闘争
2匹の個体が口を近づけ、数秒間押し合う事がある。このキスのような行動により、キッシンググラミーと呼ばれるようになった。この行動は筋肉の収縮により起こり、儀礼的な闘争行為と考えられる。

### 生態系において
寄生性の藻類の宿主となる事がある。これらの藻類は本種の皮膚の下に寄生し、斑点のように見える。これらの藻類が光合成に必要な栄養素を本種から吸収しているという説があり、寄生された個体はそうでない個体よりも健康状態が悪くなる。

### 繁殖
卵生であり、体外受精を行う。タイでは雨季の初めの5月から10月にかけて産卵が行われる。産卵は水草の中で行われ、卵は1日後に孵化し、稚魚は2日後に遊泳を始める。他のグラミーと異なり、子育ては行わない。成魚は産卵のために川を通って浅い池や浸水した森に移動する。交尾では雌雄が同時に卵と精子を放出する。産卵数は平均1000個で、卵は球形で小さく、浮力がある。受精卵は表面に浮かび、水草に付着する。3 - 5年で性成熟する。

## 人間とのかかわり
観賞魚として親しまれているが、現地では食用にもする。野生型の緑色の個体はグリーン・キッシンググラミーと呼ばれる。また体の短いバルーン・キッシンググラミーという個体も生み出された。1960年代の第一次熱帯魚ブームの時代には定番の熱帯魚の一つであり盛んに飼育されていたが、唇で同種や他の魚を攻撃する性質が敬遠されて最近では見ることが少なくなった。